# Kaze Hikaru
 (décembre 2012).
Si vous disposez d'ouvrages ou d'articles de référence ou si vous connaissez des sites web de qualité traitant du thème abordé ici, merci de compléter l'article en donnant les références utiles à sa vérifiabilité et en les liant à la section « Notes et références ».
Kaze Hikaru (風 光る) est un manga de Taeko Watanabe.
En 2003, le manga est récompensé par le prix Shōgakukan dans la catégorie Shōjo, à égalité avec Nana de Ai Yazawa. Le manga est publié dans Betsucomi à partir de 1997, puis dans Monthly Flowers à partir de 2002. La série s'achève en mai 2020, un dernier chapitre bonus étant publié en novembre 2020. Le dernier tome relié est paru en 2021. La série a été prépubliée aux États-Unis dans le magazine Shojo Beat entre juillet 2005 et septembre 2006, puis publiée ensuite en volumes reliés chez Viz Media ; en septembre 2025, 33 volumes sont parus. Le manga est inédit en France ; Akata, qui travaillait alors pour l'éditeur Delcourt, avait émis le souhait de l'éditer mais s'est finalement ravisé, jugeant son potentiel commercial trop faible.

## Synopsis
L'histoire est située durant la période du Bakumatsu. Après l'assassinat de son père et de son frère aîné, Tominaga Sei décide de se présenter comme un garçon nommé Kamiya Seizaburo (神谷清三郎) afin de rejoindre le Mibu-Rōshigumi (plus tard connu sous le nom de Shinsen Gumi) et venger leur mort.

## Personnages
- Tominaga Sei/Kamiya Seizaburō

Orpheline de mère et fille d'un médecin installé à Kyoto, elle partage avec son frère ainé une admiration pour la vie de bushi. A quinze ans, son père et son frère sont assassinés par des ronin impérialistes, elle est sauvée in extremis par Soji Okita. Décidant de venger les siens et d'assouvir son rêve, elle se présente en garçon devant les "Miburoshi", futur Shinsen Gumi. Elle est téméraire, bornée, impulsive et naïve mais aussi courageuse, intelligente et généreuse. Elle tombe follement amoureuse d'Okita, ce qui lui vaut de nombreuses peines et désillusions.
- Okita Sōji

Mentor de Kamiya, il connait son secret depuis le commencement. Il tente, en vain, à plusieurs reprises d'inciter Sei à retourner à sa vie jeune fille. À la suite d'un traumatisme personnel et d'une fidélité sans bornes à sa vocation de bushi, il choisit le célibat. Cependant la relation fusionnelle qu'il entretien avec Kamiya/Sei se heurte souvent à son code de conduite personnel. Prodige du sabre, il est vu par les autres personnages à la fois comme un charmant idiot et un assassin démoniaque.
- Saito Hajime

Calme et intuitif, espion occasionnel pour le compte du Clan Aizu et du Shinsen Gumi. Il ressemble fortement au frère bien-aimé de Sei. Saito tombe rapidement amoureux de Kamiya.
- Akesato

Prostituée de Shimbara, ancienne maitresse du frère de Sei. Elle se fait passer pour la maitresse de Kamiya.
- Kondō Isami

- Hijitaka Toshizō

- Ito Kashitaro

- Matsumoto Jun

- Yamanami Keisuke

- Yoshinobu Tokugawa